# かなしきデブ猫ちゃん
『かなしきデブ猫ちゃん』（かなしきデブねこちゃん）は、小説家・早見和真（文）と絵本作家・かのうかりん（絵）による創作童話シリーズ。
デブ猫「マル」が愛媛を旅し、さまざまな経験を重ねながら成長していく姿を描く。愛媛編は愛媛新聞で3シリーズを展開し、2018年から2022年まで連載された。2022年4月から2025年1月までは神戸新聞で兵庫編が連載された。

## 概要
「文学のまちづくり」を目的に「二十年後の成人式に出る愛媛の若者が全員知っている物語」を作りたいと、2016年松山市に移り住んだ小説家・早見和真が着想。愛媛県今治市出身の絵本作家・かのうかりん、地元新聞社の愛媛新聞社と童話プロジェクトを立ち上げた。
連載中は毎週土曜日の愛媛新聞一面を使って大々的に展開。下段広告欄で地元企業とコラボするなどの試みも行われた。愛媛県内各地で、物語の世界を表現するおはなし会や小学校への寄贈図書、読書支援活動を行っている。

## 沿革
- 2018年4月、愛媛新聞でファーストシリーズの連載開始[3]。

- 2019年3月25日に愛媛新聞社から絵本が出版された。累計発行部数は1万3000部を記録[4]している。

- 2019年9月7日、愛媛新聞でセカンドシリーズ『マルの秘密の泉』がスタート（2020年6月、終了）。

- 2021年3月19日、集英社からファーストシリーズの文庫版が発売[5]。

- 2021年7月18日、愛媛新聞社からセカンドシリーズ『マルの秘密の泉』絵本を出版[6]。2021年9月11日、愛媛新聞でサードシリーズ『マルのラストダンス』がスタート。[7]

- 2021年12月25日、神戸新聞NEXTなどで配信された「神戸新聞フェス2021」で、2022年4月からの神戸新聞での新シリーズ開始を発表。[8]

- 2022年1月1日、愛媛新聞でサードシリーズ『マルのラストダンス』の連載終了。愛媛編の完結が発表された。

- 2022年4月16日、神戸新聞で兵庫編第1シリーズ『マルのはじまりの鐘』の連載開始[9]。12月19日に終了し、翌年に震災編と特別編が連載。

- 2023年4月25日、兵庫編第2シリーズ『マルの真夏のプレゼント』連載開始。翌年1月13日に終了。

- 2024年5月11日、兵庫編ラストシリーズ『マルの怪盗Xを追え!』連載開始[10][11]。翌年1月に終了し、兵庫編は完結。

## あらすじ

### かなしきデブ猫ちゃん
「吾輩も猫である。名前はマル」という語りで物語が始まる。
愛媛県松山市の猫カフェで、保護されていた１匹のチビネコがいた。ある日、内気な少女アンナと出会い、その家族に引き取られる。「マル」という名前を与えられ、窓から大きな庭を見渡せる家での新しい生活が始まった。食いしん坊のマルは毎日食べて、ゴロゴロして、いつの間にか丸々と太ってしまったが、気にせずいつもの日常を過ごしていた。
幸せだったはずのマルの日常は、メスの子ネコ「スリジエ」が家族に仲間入りして一変する。家族の愛はスリジエに注がれ、そのスリジエからいたずらされてばかりになってしまい、マルも太り過ぎだと医者に指摘されて、次第に不満を募らせていく。そしてある時、スリジエと喧嘩になったマルはアンナに強く叱られてしまい、心が締め付けられる。
独り窓辺でくるまっていたその夜、突然窓の向こうに、額に月の形の傷がある謎の黒猫が現れ、マルにこう告げる。
「気高き者よ。その目で広い世界を見るのです」
言われるままに立ち上がったマル。体の奥底の震えを感じながら家を飛び出し、旅に出ることを決意する。
行く宛もなくトボトボ歩くマル。やがて道後温泉のからくり時計の前にたどり着くと、突然時計台が動き出し、中から踊る猫たちが現れる。猫たちは最初、家猫であるマルのことをからかうが、マルがここに来た経緯と黒猫のことを語ると態度が一変。猫たちのリーダーである坊っちゃんは、黒猫は「マドンナ」という名前であること、人間に傷をつけられて道後を去ったことを語り、マルにマドンナを連れ戻すよう頼む。それを聞いたマルは、自分が「気高き者」だと証明するために、坊っちゃんの仲間の白い鳥カタマの背中に乗り、旅立つのだった。

## シリーズ
- ファーストシリーズ 創作童話『かなしきデブ猫ちゃん』（2018年）
- セカンドシリーズ 創作童話『かなしきデブ猫ちゃん マルの秘密の泉』（2019年）
- サードシリーズ 創作童話『かなしきデブ猫ちゃん マルのラストダンス』（2021年）
- 兵庫編第1シリーズ 創作童話『かなしきデブ猫ちゃん　マルのはじまりの鐘』（2022年）
- 兵庫編第2シリーズ 創作童話『かなしきデブ猫ちゃん マルの真夏のプレゼント』（2023年）

## 作品
- 「かなしきデブ猫ちゃん」絵本（2019年3月・愛媛新聞社）
- 「かなしきデブ猫ちゃん」文庫（2021年3月・集英社文庫）
- 「かなしきデブ猫ちゃん マルの秘密の泉」絵本（2021年7月18日・愛媛新聞社）
- 「かなしきデブ猫ちゃん　マルのラストダンス」絵本（2022年3月27日・愛媛新聞社）
- 「かなしきデブ猫ちゃん　マルのはじまりの鐘」絵本（2023年4月14日・エルマガジン社）
- 「かなしきデブ猫ちゃん　マルの秘密の泉」文庫（2023年4月25日・集英社文庫）

## テレビアニメ版
NHK松山放送局開局80周年の特別企画としてアニメ化され、2021年12月6日からNHK総合で愛媛県内で先行放送、12月19日から全国放送された。全10話。
監督・脚本は加藤道哉。美術監督は渡邊洋一。キャラクターデザインは竹内進二。アニメーション制作：サイクロングラフィックス。

### キャスト
- マル - 滝藤賢一[15]
- マドンナ/アンナ - 水樹奈々
- 赤シャツ/おじいさん/ミヤギさん/シキさん - 石住昭彦
- ママ/キヨ/ピース - 渡辺美佐
- パパ/坊っちゃん/ヘミングウェイ - 白石稔
- スリジエ/山嵐/カタマ/おばさん - 小松里歌
- 野だいこ/ジャック - 福島潤

### 放送日程
- 【愛媛向け】
  - 通常版 2021年12月6日(月)～10日(金)/13日(月)～17日(金) 午後8時42分～8時45分
  - 特別編 2021年12月28日午後6時10分 - 全10話を1本に編集して放送され、エンディングテーマに「デブ猫ちゃん音頭」が使用された。
- 【全国放送】2021年12月19日(日)/26日(日)午後11時55分～11時58分、2022年1月10日(月)～2月28日(月)毎週月曜 午前0時30分～0時33分　※日曜深夜

## テレビドラマ版
2021年5月7日から52回に渡って「大一ガスPresent マルとアンナの愛顔道中!」のタイトルにて、スピンオフ実写のミニドラマを南海放送で放送。
内容は猫から人間に姿を変えたマルと小学生の女の子アンナが愛媛県の20市町を巡って「ステキ」な人と出会う物語。原作者の早見和真が監修を担当し、オーディションで選ばれた愛媛大学の学生小池慈規がマル、松山市内の小学生河野桜希がアンナ役で出演している。
スタッフ
- 脚本：近藤誠二
- 撮影・演出：伊東秀朗（南海放送）
- ナレーター：永野彰子
- 協力：愛媛新聞社

放送時間
- 20:54〜21:00